# SOS Éducation
SOS Éducation est une association française intervenant dans le domaine de l'éducation, créée en 2001. Classée généralement du côté de la droite conservatrice voire de l'extrême droite, l'opacité de son fonctionnement est épinglée par la Cour des comptes en 2020.

## Positionnement politique
L'association est considérée comme « conservatrice » et proche de milieux « ultralibéraux ». Elle est en particulier financièrement liée à la Fondation pour l'école, qui finance, par le biais d'associations catholiques, des établissements hors contrat (parfois non mixtes) ou participent à la formation de prêtres.
Elle revendique 60 000 membres. Elle est déficitaire depuis 2014, les dons ayant nettement décliné entre 2008 et 2018. Les dons ne sont plus déductibles des impôts depuis 2007.
Selon Anne-Sophie Mercier du Canard enchaîné, SOS éducation est « très liée » au mouvement Sens commun.
Pour le journaliste Julien Rebucci des Inrockuptibles, c'est « une sulfureuse association antiavortement et proche de l'extrême droite ». Pour Libération, l'association « dissimule ses liens avec les officines ultralibérales », et selon un regroupement de syndicats, elle affiche un « apolitisme de façade ».
Sophie Audugé, déléguée générale et porte-parole de l'association, est une habituée des plateaux de la chaîne CNews de Vincent Bolloré.

## Méthodes de lecture et manuels scolaires
Le discours récurrent de SOS Éducation concerne les méthodes d'apprentissage de la lecture.
SOS Éducation fait campagne en 2006 pour la méthode d'apprentissage syllabique de la lecture. Plusieurs syndicats enseignants ainsi que les principales associations de parents d'élèves ont dénoncé cette action, accusant SOS Éducation d'inciter à la délation et d'instrumentaliser ce débat à des fins idéologiques politiciennes.
À la suite d'une autre campagne de l'association qualifiant certains manuels de Nathan et Bordas de « pires manuels scolaires », ces éditeurs déposent plainte pour diffamation, mais sans succès,.

## Autres actions
En 2007, l'association est à l'origine d'une campagne auprès des directeurs d'école, enseignants et parents visant à dénoncer l'exposition « Zizi sexuel », illustrée par le personnage de Titeuf à la Cité des sciences.
En 2017, l'association supprime de son site des entretiens accordés par le ministre de l'Éducation nationale nouvellement nommé, Jean-Michel Blanquer,.
Elle milite contre la circulaire Blanquer de 2021 visant à favoriser l'intégration des personnes trans à l'école, mais sa contestation avec l'association Juristes pour l'enfance est rejetée par le Conseil d'État en décembre 2023.
Fin octobre 2023, SOS Éducation distribue un document de 8 pages, intitulé « Non à l'idéologie transgenre à l'école », dans des boites aux lettres de Villeneuve-d'Ascq. La presse dénonce un « tract alarmiste », « ouvertement transphobe »,, qui « cumule les fausses informations » . L'association fait usage de son droit de réponse : selon elle, il s'agit de « courriers personnalisés » qui n'ont « rien de transphobe » et relatent des informations « parfaitement sourcées »,.
Dans le cadre de l'élaboration du programme scolaire autour de la vie affective et sexuelle lancé par le ministre de l'Éducation nationale Pap Ndiaye en 2023, l'association publie un rapport attaquant l'initiative.
En novembre 2024, l'association se joint au collectif Parents vigilants (lié au parti Reconquête d'Éric Zemmour) et au Syndicat de la famille (ex-Manif pour tous) pour mener une offensive conservatrice contre un projet de programme dédié à l'éducation à la vie affective, relationnelle et à la sexualité.

## Critiques
SOS Éducation et d'autres associations (Institut pour la justice, Sauvegarde Retraites, Contribuables associés, Santé Nature Innovation, etc.) sont associées au nom de famille Laarman. François Laarman est décrit comme « entrepreneur associatif », et fonde Contribuables associés qui s'associe à l'IFRAP, un lobby libéral ; il aide également son neveu Vincent Laarman à lancer SOS Éducation, également animée par sa nièce Isabelle Laarman. D'autres associations sont également fondées dans son sillage : l'Institut pour la justice, Créer son école (pour les écoles hors contrat), ou encore Sauvegarde retraites.
Selon leurs détracteurs, le point commun de ces associations est de défendre « une cause populaire dans l'opinion » et de l'utiliser pour « collecter des dons et constituer des bases des données ». Les fonds collectés par publipostage serviraient à rémunérer une série de prestataires au titre de la communication, du marketing ou encore de la gestion de fichiers. Les associations et entreprises de la nébuleuse Laarman, notamment dans la santé dite « naturelle », sont animées par des membres de cette famille, éventuellement sous pseudonymes, qui contrôlent également les prestataires qu'ils rémunèrent, dont les sociétés Score marketing, France adresse, et Top data. Les associations Laarman étant établies en Suisse, c'est le droit de ce pays qui s'applique au traitement des données personnelles, moins protecteur que le droit français.
SOS Éducation, qui refuse de publier ses comptes, et dont les statuts sont « fermés », reconnait avoir acheté des adresses sur un site spécialisé.
Le 7 mars 2019, un dirigeant de l'association comparaît, accusé d'avoir usurpé l'identité d'Emmanuel Macron dans des courriels envoyés en masse. En octobre, elle fait l'objet de critiques de la part de parents d'élèves, dont les enfants lycéens avaient reçu par la poste un « référendum » dénonçant le « pédagogisme » des « syndicats jusqu'au-boutistes » qui « gangrènent l'Éducation nationale », et réclamant « de vrais cours de morale, de civisme et de politesse ». L'organisation reconnait une erreur et indique ne pas envoyer ses courriers aux mineurs.
En 2022, SOS Éducation est dans le viseur de Bercy qui réclame à son encontre une amende de plus de 1,5 million d'euros.
En février 2024, des manifestants empêchent la tenue d'une conférence à Pacé de Sophie Audugé, porte-parole de l'association.

### Rapport critique de la Cour des comptes
Le 29 octobre 2020, la Cour des comptes publie un rapport critique qui la conduit à attester de la non-conformité des dépenses engagées par l'association au cours des exercices 2013 à 2018 aux objectifs poursuivis par l'appel public à la générosité.
La Cour pointe une gestion défaillante de l'association, un soutien à la campagne présidentielle de François Fillon en 2017 à hauteur de 90 000 euros, un net manque de transparence et de rigueur financière.
Les campagnes de pétitions de l'association seraient ainsi massivement mises en œuvre non pour atteindre leurs destinataires, mais d'abord pour alimenter de manière permanente les ressources financières de l'association.
Celle-ci doit, en 2020, 1,5 million d'euros à l'État, car elle a continué à délivrer des reçus fiscaux sans autorisation depuis 2007, « trompant de ce fait la confiance des donateurs qui en assurent la quasi-totalité des ressources ».
La Cour des comptes critique également une gouvernance opaque, un usage contestable des fichiers et données personnelles des donateurs, et de possibles conflits d'intérêts.